# Charis Charalambous
Charis Charalambous (griechisch Χάρης Χαραλάμπους; * 14. Juli 1985) ist ein zypriotischer Badmintonspieler.

## Karriere
Charis Charalambous gewann in Zypern insgesamt zehn Titel bei den Juniorenmeisterschaften. 2003, 2008, 2009, 2010 und 2011 wurde er nationaler Titelträger bei den Erwachsenen.

## Sportliche Erfolge
| Saison | Veranstaltung                              | Disziplin    | Platz | Name                                            |
| ------ | ------------------------------------------ | ------------ | ----- | ----------------------------------------------- |
| 1999   | Zypern: Einzelmeisterschaften der Junioren | Herreneinzel | 1     | Charis Charalambous                             |
| 2000   | Zypern: Einzelmeisterschaften der Junioren | Herreneinzel | 1     | Charis Charalambous                             |
| 2001   | Zypern: Einzelmeisterschaften der Junioren | Mixed        | 1     | Charis Charalambous / Maria Ioannou             |
| 2001   | Zypern: Einzelmeisterschaften der Junioren | Herreneinzel | 1     | Charis Charalambous                             |
| 2001   | Zypern: Einzelmeisterschaften der Junioren | Herrendoppel | 1     | Charis Charalambous / Constantinos Constantinou |
| 2002   | Zypern: Einzelmeisterschaften der Junioren | Mixed        | 1     | Charis Charalambous / Maria Ioannou             |
| 2003   | Zypern: Einzelmeisterschaften der Junioren | Mixed        | 1     | Charis Charalambous / Maria Ioannou             |
| 2003   | Zypern: Einzelmeisterschaften der Junioren | Herreneinzel | 1     | Charis Charalambous                             |
| 2003   | Zypern: Einzelmeisterschaften              | Mixed        | 1     | Charis Charalambous / Maria Ioannou             |
| 2003   | Zypern: Einzelmeisterschaften              | Herrendoppel | 1     | Demetris Kyprianou / Charis Charalambous        |
| 2004   | Zypern: Einzelmeisterschaften der Junioren | Mixed        | 1     | Charis Charalambous / Maria Ioannou             |
| 2004   | Zypern: Einzelmeisterschaften der Junioren | Herrendoppel | 1     | Charis Charalambous / Giannis Sofocleous        |
| 2008   | Zypern: Einzelmeisterschaften              | Herrendoppel | 1     | Antonis C. Lazarou / Charis Charalambous        |
| 2009   | Zypern: Einzelmeisterschaften              | Herrendoppel | 1     | Antonis C. Lazarou / Charis Charalambous        |
| 2010   | Zypern: Einzelmeisterschaften              | Herrendoppel | 1     | Antonis C. Lazarou / Charis Charalambous        |
| 2010   | Zypern: Einzelmeisterschaften              | Herreneinzel | 1     | Charis Charalambous                             |
| 2010   | Zypern: Einzelmeisterschaften              | Mixed        | 1     | Charis Charalambous / Stella Knekna             |
| 2011   | Zypern: Einzelmeisterschaften              | Mixed        | 1     | Charis Charalambous / Stella Knekna             |
| 2011   | Zypern: Einzelmeisterschaften              | Herreneinzel | 1     | Charis Charalambous                             |
| 2011   | Zypern: Einzelmeisterschaften              | Herrendoppel | 1     | Antonis C. Lazarou / Charis Charalambous        |